# Память сердца (Глинка)
«Память сердца» — романс М. И. Глинки на стихотворение К. Н. Батюшкова. Написан в 1826 году; близок к жанру элегии.

## История
«Память сердца» — один из ранних романсов Глинки — был написан в 1826 году в Петербурге. В своих «Записках» сам композитор относит его к 1828 году, однако впоследствии была доказана ошибочность такой датировки.
Автограф романса не сохранился. Первая публикация состоялась три года спустя после написания, в составе «Лирического альбома на 1829 год», выпущенного самим Глинкой и Н. И. Павлищевым. Позднее он был переиздан фирмой «Одеон», а затем — Ф. Т. Стелловским.

## Общая характеристика
О память сердца! Ты сильней 

Рассудка памяти печальной,

И часто прелестью своей

Меня в стране пленяешь дальной.

Я помню голос милых слов,

Я помню очи голубые,

Я помню локоны златые

Небрежно вьющихся власов.
На раннем этапе творческого пути Глинке были близки поэтика романтизма и такие авторы, как Батюшков, Баратынский, Дельвиг, Жуковский. При этом особенно привлекал его жанр элегии, оказавший влияние не только на Глинку, но и на весь русский лирический романс в целом.
Романс «Память сердца» также относится к этому жанру. Исследовательница творчества композитора О. Е. Левашёва видит в нём «самую светлую, идиллическую элегию в ряду ранних романсов Глинки». В его основу легло стихотворение Батюшкова «Мой гений» (1815), однако Глинка дал романсу иное название — по первому стиху. Кроме того, если в стихотворении Батюшкова четыре строфы, то Глинка добавил пятую — репризу первой — и тем самым придал своему романсу законченную симметричную форму.
Основная тема романса — тема воспоминаний о минувшей любви. Однако, по мнению М. А. Овчинникова, романс Глинки по своему характеру отличается от поэтического первоисточника: в нём слышится не столько сожаление о прошлом, сколько упоение воспоминанием о нём и вера в осуществимость надежд и мечтаний лирического героя.
Романсу присущи цельность формы и изящество, даже причудливость, мелодического рисунка. В рамках пятичастной формы нет контрастов или противопоставлений; в них варьируется единая тема и каждая последующая строфа — вариант предыдущей. При этом крайние части представляют собой как бы пролог и эпилог, обрамляющие более динамичную, развёрнутую середину.

## Исполнители
В числе исполнителей романса в разные годы были С. Я. Лемешев, Г. П. Виноградов, А. Б. Соловьяненко и др..